# Zialiony Bor (Smaliavichy)
Zialiony Bor (bielorruso: Зялёны Бор) o Zelioni Bor (ruso: Зелёный Бор) es un asentamiento de tipo urbano de Bielorrusia, perteneciente al distrito de Smaliavichy en la provincia de Minsk.
En 2023, el asentamiento tenía una población de 1139 habitantes. Es sede de un consejo rural al que únicamente pertenece como pedanía la aldea de Astravý, de una veintena de habitantes.
Se ubica unos 20 km al este de la capital distrital Smaliavichy.

## Historia
Fue fundado por la RSS de Bielorrusia como un asentamiento minero para la extracción de turba. En 1947, la empresa minera "Smaliavitskaye" estableció aquí dos poblados provisionales, que denominó "Tarasik" y "Zialiony Bor". El asentamiento de tipo urbano actual se fundó en 1958 al unir los dos poblados en una sola entidad administrativa. Perteneció al raión de Borisov hasta 1965.